# Amor en joc
Amor en joc  (títol original: Fever Pitch) és una comèdia romàntica estatunidenca dirigida per Bobby i Peter Farrelly, estrenada l'any 2005. Ha estat doblada al català.

## Argument
Lindsey, una jove dinàmica, pensa haver trobat la merla blanca quan s'enamora de Ben. Passen un hivern sense problemes, però quan arriben els bons dies i la temporada de beisbol torna a posar-se en marxa, Lindsey s'adona que Ben és un fan absolut de l'equip dels Red Sox de Boston, i la seva obsessió bé podria trencar la seva parella.

## Repartiment
- Drew Barrymore: Lindsey Meeks
- Jimmy Fallon: Ben Wrightman
- Jason Spevack: Ben, l'any 1980
- Jack Kehler: Al
- Scott Severance: Artie
- Jessamy Finet: Theresa
- Maureen Keiller: Viv
- Lenny Clarke: Oncle Carl
- Ione Skye: Molly
- KaDee Strickland: Robin
- Marissa Jaret Winokur: Sarah
- Evan Helmuth: Troy
- Brandon Craggs: Casey
- Brett Murphy: Ryan
- Isabella Fink: Audrey
- Zen Gesner: Steve
- Willie Garson: Kevin
- Armando Riesco: Gerard
- James Sikking: Doug Meeks
- Johnny Sneed: Chris

## Al voltant de la pel·lícula
- El film va ser rodat l'any 2004. Aquell any, l'equip dels Red Sox va assolir el campionat del món per primera vegada després de 86 anys.
- El film és una adaptació del film Estadis febrils, dirigida l'any 1997 amb un guió de Nick Hornby, l'autor de la novel·la original. En aquesta versió, la història té lloc a la Gran Bretanya i és basa en la victòria del club de futbol de l'Arsenal durant la temporada 1988-1989.
- Stephen King, el famós escriptor, gran seguidor dels Red Sox en vida, fa una aparició al film, com a llançador de la primera pilota del primer partit de la temporada.

## Crítica
- "Dirigida pels germans Farrelly, aquí sensibles i afectuosos, no es passen i empatitzen amb els personatges, permetent que Lindsey i Ben es converteixin en personatges que ens importen. (...) Puntuació: ★★★½ (sobre 4)."[3]
- "Dolç i a estones divertida".[4]
- "Beisbol, Boston i Drew Barrymore. Certament sona a combinació guanyadora"[5]